# Grand Forks Airport
Grand Forks Airport är en flygplats i Kanada.   Den ligger i provinsen British Columbia, i den södra delen av landet, 3 200 km väster om huvudstaden Ottawa. Grand Forks Airport ligger 520 meter över havet.
Terrängen runt Grand Forks Airport är huvudsakligen lite bergig. Grand Forks Airport ligger nere i en dal. Trakten runt Grand Forks Airport är nära nog obefolkad, med mindre än två invånare per kvadratkilometer.. Närmaste större samhälle är Grand Forks, 2,0 km norr om Grand Forks Airport.
I omgivningarna runt Grand Forks Airport växer i huvudsak barrskog.